# Linhas de trabalho na umbanda
As linhas de trabalho, na Umbanda, representam agrupamentos de espíritos desencarnados (Eguns e Egunguns) que atuam nos terreiros e casas de Umbanda. Esses grupos se organizam com base em arquétipos – características, objetivos e formas de atuação – para exercerem suas funções específicas de auxílio e regulação espiritual no Ayé (o mundo físico, habitado pelos encarnados na tradição umbandista espírita).
Embora frequentemente confundidas, as linhas de trabalho não devem ser associadas às Sete Linhas de Orixás da Umbanda, que representam princípios fundamentais da religião. Cada linha de trabalho é composta por espíritos que se reúnem em grupos afins para atuar em forças espirituais específicas e normalmente são classificadas em direita da Umbanda e esquerda da Umbanda.
Diferentemente das entidades das linhas de trabalho, os Orixás não são espíritos, mas forças da natureza e manifestações divinas intermediárias entre a humanidade e o criador universal, também conhecido como Olódùmarè, Olorun ou Olofi. Os Orixás oferecem suporte espiritual às entidades das linhas de trabalho, fortalecendo suas atividades no contexto religioso da Umbanda.

## Principais Linhas de Trabalho
As linhas de trabalho representam grupos de espíritos que se manifestam nos terreiros e exercem funções específicas de auxílio espiritual, regulação e orientação. Entre as mais difundidas, destacam-se:
- Caboclos;
- Pretos-Velhos;
- Erês (Crianças)[2][nota 1]

Além dessas, há outras linhas amplamente reconhecidas, como:
- Exus;
- Pombajiras;
- Baianos;
- Boiadeiros;
- Marinheiros;
- Ciganos;
- Orientais;
- Malandros.[3]

A diversidade das linhas reflete a ancestralidade e o desenvolvimento sociocultural brasileiro. Algumas linhas, como a dos Malandros, têm ganhado relevância, enquanto outras, como a dos Motoristas, permanecem controversas.

## Linhas Tradicionais, Regionais, Inovadoras e Diversidade

### Tradição de Zélio de Moraes
Na tradição de Zélio de Moraes, sincretizada com o cristianismo e espiritismo, as linhas iniciais eram compostas por:
- Caboclos;
- Pretos-Velhos;
- Crianças.

Eventualmente, surgiram outras linhas de direta, como:
- Linha dos Baianos;
- Linha dos Gaúchos;
- Linha dos Marinheiros;
- Linha dos Boiadeiros;
- Linha dos Ciganos;
- Linha dos Orientais.[1][4]

Eventualmente, surgiram outras linhas de esquerda, como:
- Linha dos Exus;
- Linha das Pombajiras;
- Linha dos Exus-Mirins;
- Linha das Pombajiras-Mirins;
- Linha dos Maladros.[1][4]

### Diversidade Regional
Linhas regionais possuem forte ligação com aspectos culturais locais:
- Linha dos Malandros – Popular no estado do Rio de Janeiro, São Paulo e Sul do Brasil.
- Linha dos Sulistas – Abrange a linha de trabalho dos gauchos e também entidades advindas de outros estados do sul do Brasil além do Rio Grande do Sul, por vezes incluem o Uruguai (antiga Cisplatina).
- Linha dos Sudestinos – Abrange a linha de trabalho dos mineiros e também entidades advindas de outros estados do sudeste do Brasil além de Minas Gerais.
- Linha dos Nordestinos – Abrange a linha de trabalho dos baianos e também entidades advindas de outros estados nordestinos além da Bahia.
- Linha de Légua – Popular no estado do Maranhão e Pará.

### Linhas Inovadoras
Alguns terreiros mais inovadores, incluem linhas mais recentes como:
- Linha dos Rodoviários(as) do Astral, Motoristas e Pilotos – Representando proteção nas entradas à trabalhadores modernos ou viajantes.[5]
- Linha dos Eremitas ou Andarilhos – Surgiu como uma variação dos Ciganos específica para busca do auto-conhecimento.[6]
- Linha dos Samurais e Gueixas – Influência da imigração japonesa.[7]

### Variações de Esquerda de Linhas Conhecidas
Estas linhas em sua maioria são bem antigas mas não há tantos terreiros que trabalham ou por vezes, nos terreiros que trabalham, poucos ou somente um medium incorpora estas entidades:
- Linha dos Pretos(as)-Velhos Bruxos(as) ou Pretos(as)-Velhos Quimbandeiros – Representando a versão da esquerda da Linha dos Pretos-Velhos.[1]
- Linha dos Pajés ou Xamãs – Representando a versão da esquerda da Linha Caboclos.[1]
- Linha dos Mirins – Representando a versão da esquerda da Linha dos Eres (Crianças).[1]
- Linha dos Cangaceiros(as) – Representando a versão da esquerda da Linha dos Baianos ou Nordestinos.[1]
- Linha dos Revolucionários(as) – Representando normalmente os Lanceiros Negros, mas também é a associado à versão da esquerda da Linha dos Gaúchos ou Sulistas.[1]
- Linha dos Caçadores(as) – Representando a versão da esquerda da Linha dos Boiadeiros(as).[1]
- Linha dos Piratas – Representando a versão da esquerda da Linha dos Marinheiros.[1]
- Linha dos Feiticeiros(as) – Representando a versão da esquerda da Linha dos Orientais.[1]
- Linha dos Bruxos e Bruxas – Representando a versão da esquerda da Linha dos Ciganos.[1]

### Variações de Esquerda de Linhas Inovadoras
- Linha dos ou Mendigos(as) – Representando a versão da esquerda da Linha dos Eremitas ou Andarilhos.[5]
- Linha dos Caminhoneiros(as) – Por vezes tratando como uma linha a parte, também por vezes é tratado como a representação da versão da esquerda da Linha dos Motoristas ou Pilotos.[5]
- Linha dos Shinobis e Ninjas – Representando a versão da esquerda da Linha dos Samurais e Gueixas.[7]

## Principais Linhas de Trabalho nas Principais Vertentes da Umbanda
Por conta da grande diversidade e pluralidade cultural na Umbanda, a quantidade de linhas de trabalho pode variar. As mais comuns divisões de Linha de Trabalho, nas principais vertentes, são:
- Umbanda Branca e Demanda, Umbanda de Cáritas, Umbanda Kardecista ou De Mesa Branca[nota 2]:
  - Caboclos(as), Pretos-Velhos e Crianças[nota 3]

- Umbanda Mirim:
  - Caboclos(as)
  - Pretos-Velhos
  - Crianças

- Umbanda Popular (ou Umbanda Cruzada e Umbanda Mística):
  - Caboclos(as)
  - Pretos(as)-Velhos(as)
  - Crianças
  - Baianos(as)
  - Boiadeiros(as)
  - Marinheiros & Sereias
  - Ciganos(as)
  - Orientais
  - Povo da Rua (Exus & Pombajiras)
  - Mirins (Exus-Mirins & Pombajiras-Mirins)
  - Malandros(as)

- Umbandas Traçadas (Traçada, Omolocô, Umbandomblé, de Almas e de Angola):
  - Caboclos(as)
  - Pretos(as)-Velhos(as)
  - Crianças
  - Baianos(as) ou Nordestinos
  - Gaúchos(as) ou Sulistas
  - Mineiros(as) ou Sudestistas
  - Marinheiros
  - Sereias
  - Boiadeiros(as)
  - Ciganos(as)
  - Orientais
  - Pombajiras
  - Exus
  - Mirins (Exus-Mirins & Pombajiras-Mirins)
  - Malandros(as)

- Umbanda Nipon (Nome informal dado à Umbanda praticada em comunidades japonesas ou nipo-brasileiras no Brasil ou comunidades brasileiras no Japão):
  - Nativos(as) [equivalente a Caboclos]
  - Sábios(as) ou Monges(jas) [equivalente a Pretos(as)-Velhos(as)]
  - Príncipes & Princesas [equivalente a Crianças]
  - Brasileiros(as) [equivalente a uma mistura das linhas de trabalho dos Baianos(as), Gaúchos(as), Mineiros(as), etc]
  - Cowboys & Cowgirls [equivalente a Boiadeiros(as)]
  - Marinheiros & Amabie [equivalente a Marinheiros & Sereias [devido a diferença cultural, Sereias normalmente são associados ou sincretizadas com o yokai amabie para ter fácil entendimento na cultura japonesa]
  - Nômades [equivalente a Ciganos(as)]
  - Estrangeiros(as) [equivalente a Orientais]
  - Guardiões(ãs) [equivalente a Exus, Pombajiras, Exus-Mirins e Pombajiras-Mirins] [devido a diferença cultural e difícil entendimento, muitas vezes são associados ou sincretizados com os Komainu para ter fácil entendimento na cultura japonesa]
  - Samurais & Gueixas [sem equivalência direta]
  - Ninjas ou Shinobis [sem equivalência direta]

## Considerações Finais
A diversidade das linhas de trabalho na Umbanda reflete sua pluralidade cultural e espiritual, com variações que se adaptam aos contextos regionais e às demandas contemporâneas.